# Déjà Vu (singel Blue System)
Déjà Vu – pierwszy singel zapowiadający album Déjà Vu niemieckiego zespołu Blue System. Został wydany 9 września 1991 roku przez wytwórnię Hansa International.

## Lista utworów
7" (Hansa 114 722) (BMG) 09.09.1991
| Nr | Tytuł                  | Długość |
| -- | ---------------------- | ------- |
| 1. | Deja Vu (Radio Mix)    | 3:44    |
| 2. | Deja Vu (Instrumental) | 3:44    |

12" (Hansa 614 722) (BMG) 09.09.1991
| Nr | Tytuł                  | Długość |
| -- | ---------------------- | ------- |
| 1. | Deja vu (Maxi Mix)     | 6:35    |
| 2. | Deja vu (Radio Mix)    | 3:44    |
| 3. | Deja Vu (Instrumental) | 3:44    |

CD (Hansa 664 722) (BMG) 09.09.1991
| Nr | Tytuł                  | Długość |
| -- | ---------------------- | ------- |
| 1. | Deja vu (Radio Mix)    | 3:44    |
| 2. | Deja vu (Maxi Mix)     | 6:35    |
| 3. | Deja Vu (Instrumental) | 3:44    |

## Lista przebojów (1991)
| Państwo | Najwyższe miejsce |
| ------- | ----------------- |
| Niemcy  | 12                |
| Austria | 16                |

## Autorzy
- Muzyka: Dieter Bohlen
- Autor Tekstów: Dieter Bohlen
- Wokalista: Dieter Bohlen
- Producent: Dieter Bohlen
- Aranżacja: Dieter Bohlen
- Współproducent: Luis Rodriguez